# Remzi Kolgeci
Remzi Kolgeci (serbokroatisch Ремзи Кољгеци Remzi Koljgeci; * 3. Mai 1947 in Vranić bei Suva Reka, SFR Jugoslawien, heute Kosovo; † 9. März 2011 in Priština) war ein jugoslawischer Politiker und Wirtschaftsmanager.

## Leben
Kolgeci wurde nach der Änderung der Verfassung der SFRJ 1974, die zur Bildung der Autonomen Provinz Kosovo führte, erster Verteidigungsminister dieser Provinz.
Im Mai 1988 wurde er als Präsident des Präsidiums de facto Präsident der Autonomen Provinz Kosovo und damit Nachfolger von Bejram Selani. Nach der Demonstration von Bergarbeitern in Trepča wurde er am 17. November 1988 im Rahmen von Umstrukturierungen innerhalb des Bundes der Kommunisten Jugoslawiens (BdKJ) bis zum Amtsantritt von Rahman Morina am 27. Januar 1989 amtierender Sekretär des Zentralkomitees des BdKJ der Provinz.
Im Laufe der Antibürokratischen Revolution, die zur „Serbisierung“ von Polizei und Schulwesen im Kosovo führte, wurde er am 5. April 1989 als Präsident des Präsidiums der Provinz abgesetzt, ehe ihm am 27. Juni 1989 Hysen Kajdomçaj in diesem Amt folgte.
Anschließend zog er sich aus dem politischen Leben zurück und war als Manager verschiedener Unternehmen tätig. Daneben war er Dozent an der privaten Universität Iliria in Prishtina.